# Bulbophyllum puguahaanense
Bulbophyllum puguahaanense là một loài phong lan thuộc chi Bulbophyllum.